# Episodi di Here and Now - Una famiglia americana
La prima e unica stagione della serie televisiva Here and Now - Una famiglia americana è stata trasmessa sul canale statunitense HBO dall'11 febbraio al 15 aprile 2018.
In Italia, la stagione è andata in onda sul canale satellitare Sky Atlantic dal 27 febbraio al 1º maggio 2018.
| nº | Titolo originale             | Titolo italiano           | Prima TV USA     | Prima TV Italia  |
| -- | ---------------------------- | ------------------------- | ---------------- | ---------------- |
| 1  | Eleven Eleven                | Undici, undici            | 11 febbraio 2018 | 27 febbraio 2018 |
| 2  | It's Coming                  | Sta arrivando             | 19 febbraio 2018 | 6 marzo 2018     |
| 3  | If a Deer Shits in the Woods | La natura ha i suoi piani | 25 febbraio 2018 | 13 marzo 2018    |
| 4  | Hide and Seek                | Nascondino                | 4 marzo 2018     | 20 marzo 2018    |
| 5  | From Sun Up To Sun Down      | Dall'alba al tramonto     | 11 marzo 2018    | 27 marzo 2018    |
| 6  | Fight, Death                 | Picchiamo fino alla morte | 18 marzo 2018    | 3 aprile 2018    |
| 7  | Wake                         | Rivelazioni               | 25 marzo 2018    | 10 aprile 2018   |
| 8  | Yes                          | Sì                        | 1º aprile 2018   | 17 aprile 2018   |
| 9  | Dream Logic                  | La logica del sogno       | 8 aprile 2018    | 24 aprile 2018   |
| 10 | It's Here                    | È qui                     | 15 aprile 2018   | 1º maggio 2018   |